# Deana Carter
Deana Carter (Nashville, 4 de janeiro de 1966) é uma cantora de música country e que já vendeu mais de 5 milhões de cópias somente no álbum Did I Shave My Legs for This?.